# Quartetto per archi n. 2 (Čajkovskij)
Il Quartetto per archi n. 2 in fa maggiore, Op. 22 fu composto da Pëtr Il'ič Čajkovskij tra il dicembre 1873 ed il gennaio 1874.

## Storia della composizione
Il quartetto venne eseguito per la prima volta a Mosca il 10 marzo 1874. L'opera venne dedicata al granduca Konstantin Nikolaevič, fratello dell'imperatore Alessandro II di Russia, che nel 1873 era diventato presidente della Società musicale russa. Čajkovskij riteneva il secondo quartetto per archi una delle sue composizioni migliori. 